# Agrotis murinoides
Agrotis murinoides är en fjärilsart som beskrevs av Robert W. Poole 1989. Agrotis murinoides ingår i släktet Agrotis och familjen nattflyn. Inga underarter finns listade i Catalogue of Life.